# Sturmpanzerwagen Oberschlesien
Der Sturmpanzerwagen Oberschlesien war ein deutsches Panzerprojekt aus dem Ersten Weltkrieg.

## Geschichte
Gegen Ende des Ersten Weltkrieges ging die Entwicklung deutscher Panzerwagen immer mehr ab von Fahrzeugen schwerster Bauform hin zu mobilen leichten Sturmpanzerwagen. Ihre höhere Geschwindigkeit sollte diese Panzer nicht nur dazu befähigen, die feindlichen Linien zu durchbrechen, sondern diesen Durchbruch auch zu nutzen, da schwere Panzertypen wie der deutsche A7V und der britische Mark IV für diese Aufgabe gänzlich ungeeignet waren. Außerdem sollten eine einfache Bauweise und industrielle Fertigung eine Massenproduktion ermöglichen (der A7V wurde in Handarbeit gefertigt).
Um den Bau dieses „Sturmpanzerwagens“ bewarben sich insgesamt 13 Firmen. Mitte des Jahres 1918 wurde der Entwurf von Oberingenieur W. A. Th. Müller, dem Konstrukteur des K-Wagens, ausgewählt. Die Oberschlesischen Hüttenwerke in Gleiwitz, Tochtergesellschaft Riebe Kugellager- und Werkzeugfabrik GmbH Berlin-Marienfelde, wurden noch im Oktober des Jahres mit dem Bau von zwei Prototypen beauftragt. Das Projekt erhielt den Decknamen Oberschlesien.
Weder die georderten Versuchsmodelle noch die bereits durchgeplante Verbesserung „Oberschlesien II“ wurden vor dem Kriegsende fertiggestellt. Jedoch gab es zwei Holzmodelle. Am 23. August 1918 stellte Riebe ein Holzmodell vor. Dabei wurde eine Verkleinerung des gesamten Panzers erbeten, auf maximal 15 t und eine Gesamthöhe von 2,30 m. Außerdem wurde ein Fla-MG gefordert. Es wurde aber nur eine Höhe von 2,70 m erreicht.
Am 12. Oktober 1918 wurde vom Chefkraft vorgeschlagen, zwei Prototypen mit Orionlaufwerk (Oberschlesien-Wagen I) zu bauen. Da man die Zuverlässigkeit des Orion-Laufwerkes anzweifelte, wurden noch zwei Prototypen mit A7V-Laufwerk (Oberschlesien-Wagen II) bestellt. Am 2. November 1918 erfolgte die Vorstellung des Holzmodells des neuen Wagens.

## Konstruktion
Die Konstruktion des „Sturmpanzers Oberschlesien“ enthielt Merkmale, die von Modellen der Entente kopiert wurden:
- Fahrer vorn
- Trennung von Kampf- und hinterem Motorraum
- zentrale Anordnung der Drehtürme
- Umlaufkette, die nicht die gesamte Höhe des Fahrzeugs einnahm

Die Panzerung von 14 mm konnte Infanteriewaffenfeuer standhalten und die Bewaffnung mit einer 3,7-cm- (bzw. 5,7-cm-) Kanone in einem Drehturm und zwei 7,92-mm-MGs war ausreichend, um jeden potentiellen Feind bekämpfen zu können. Die Leistungsdaten dieses Panzers waren jedoch nicht besser als die der bereits in Serie produzierten Panzer der Entente. So war der „Sturmpanzerwagen Oberschlesien“ hinsichtlich der geplanten Panzerung und Bewaffnung den bereits in Massen eingesetzten Renault FT unterlegen. Nur im Bezug auf die Geschwindigkeit (sowohl im Gelände als auch auf der Straße) konnte der Sturmpanzerwagen mit den Renault FT mithalten.
Als Motor war ein Argus-Flugmotor mit 180 PS vorgesehen.